# Nuno Guerreiro (ator)
Nuno Guerreiro é um ator português.

## Carreira
Nuno Guerreio já participou em várias novelas e séries na televisão. Fez também teatro e o músical "Amália".

## Televisão
| Ano         | Projetos                                                  | Personagem          | Canal       |
| ----------- | --------------------------------------------------------- | ------------------- | ----------- |
| 1992/1993   | Grande Noite                                              | Várias Personagens  | RTP         |
| 1994/1995   | Cabaret                                                   | Várias Personagens  | RTP         |
| 1995        | Camilo & Filho Lda. Ep: Cenas Eventualmente Chocantes     |                     | SIC         |
| 1995 e 2005 | Os Malucos do Riso                                        | Várias Personagens  | SIC         |
| 1997        | As Aventuras do Camilo Ep: O Banho                        |                     | SIC         |
| 1998        | Médico de Família Ep: Diz à Teresa Que a Amas             |                     | SIC         |
| 1998        | Camilo na Prisão Ep: A Visita                             |                     | SIC         |
| 1999        | Companhia do Riso                                         |                     | RTP         |
| 2000        | A Loja do Camilo Eps: "Feliz Aniversário" e "O Casamento" |                     | SIC         |
| 2001        | O Espírito da Lei Ep: A Prateleira                        | Orlando             | SIC         |
| 2003        | Lusitana Paixão                                           | Médico              | RTP         |
| 2004        | Maré Alta                                                 | Várias Personagens  | SIC         |
| 2004        | Uma Aventura Ep: Uma Aventura na Falésia                  | James               | SIC         |
| 2005        | Inspector Max Ep: Último Jantar                           | Dono do Restaurante | TVI         |
| 2005        | Ana e os Sete                                             |                     | TVI         |
| 2005        | Os Malucos nas Arábias                                    | Várias Personagens  | SIC         |
| 2005        | Malucos e Filhos                                          | Várias Personagens  | SIC         |
| 2007        | O Quinto Poder                                            | João Bettencourt    | Rede Record |
| 2007        | Morangos com Açúcar                                       |                     | TVI         |
| 2008        | Fascínios                                                 | Advogado            | TVI         |
| 2008        | Malucos no Hospital                                       | Várias Personagens  | SIC         |
| 2008        | A Outra                                                   | Comandante Reis     | TVI         |
| 2008        | Rebelde Way                                               | Monteiro            | SIC         |
| 2008        | Casos da Vida Ep: Saldo Negativo                          | Zé                  | TVI         |
| 2008        | Olhos nos Olhos                                           | Cartomante          | TVI         |
| 2009        | Pai à Força                                               |                     | TVI         |
| 2009        | Novos Malucos do Riso                                     | Várias Personagens  | SIC         |
| 2010        | Meu Amor                                                  | Dono do Restaurante | TVI         |
| 2010        | Ele É Ela                                                 | Armando Alvim       | TVI         |
| 2010        | Mar de Paixão                                             | Inspector           | TVI         |
| 2012        | Louco Amor                                                | Médico              | TVI         |